# Buchanan (Georgia)
Buchanan è una città degli Stati Uniti d'America, situata in Georgia, nella Contea di Haralson, della quale è il capoluogo.